# Betta pallifina
Betta pallifina è un piccolo pesce d'acqua dolce appartenente alla famiglia Osphronemidae.

## Etimologia
Il nome scientifico deriva dalle parole latine pallidus, pallido + finis, confine, indicando la particolare colorazione chiara dell'area ventrale nelle femmine.

## Distribuzione e habitat
Questa specie è endemica del Borneo (Indonesia), dove abita le acque del fiume Barito. Abita acque in movimento nei tratti forestali, con vegetazione sommersa e fondali sabbiosi/ghiaiosi.

## Descrizione
B. pallifina presenta un corpo snello e allungato, poco compresso ai fianchi, muso arrotondato e rivolto verso l'altro, pinne allungate, pinna caudale arrotondata. Come nelle altre specie del genere è chiaramente distinguibile il sesso mediante un dimorfismo sessuale basato sui colori della livrea: il maschio ha un colore di fondo variabile dal bruno al rosato scuro, con bocca, gola, branchie e ventre (a volte dorso) macchiate di azzurro elettrico o verderame con riflessi metallici.  Anche le pinne sono brune con screziature azzurre o verderame. La femmina invece ha un colore più smorto, solamente bruno rosato con ventre chiaro e pinne screziate di bruno (pinne ventrali e anali sono invece screziate di bianco pallido. I giovani presentano la medesima colorazione.

Raggiunge una lunghezza massima di 6,5 cm.

## Riproduzione

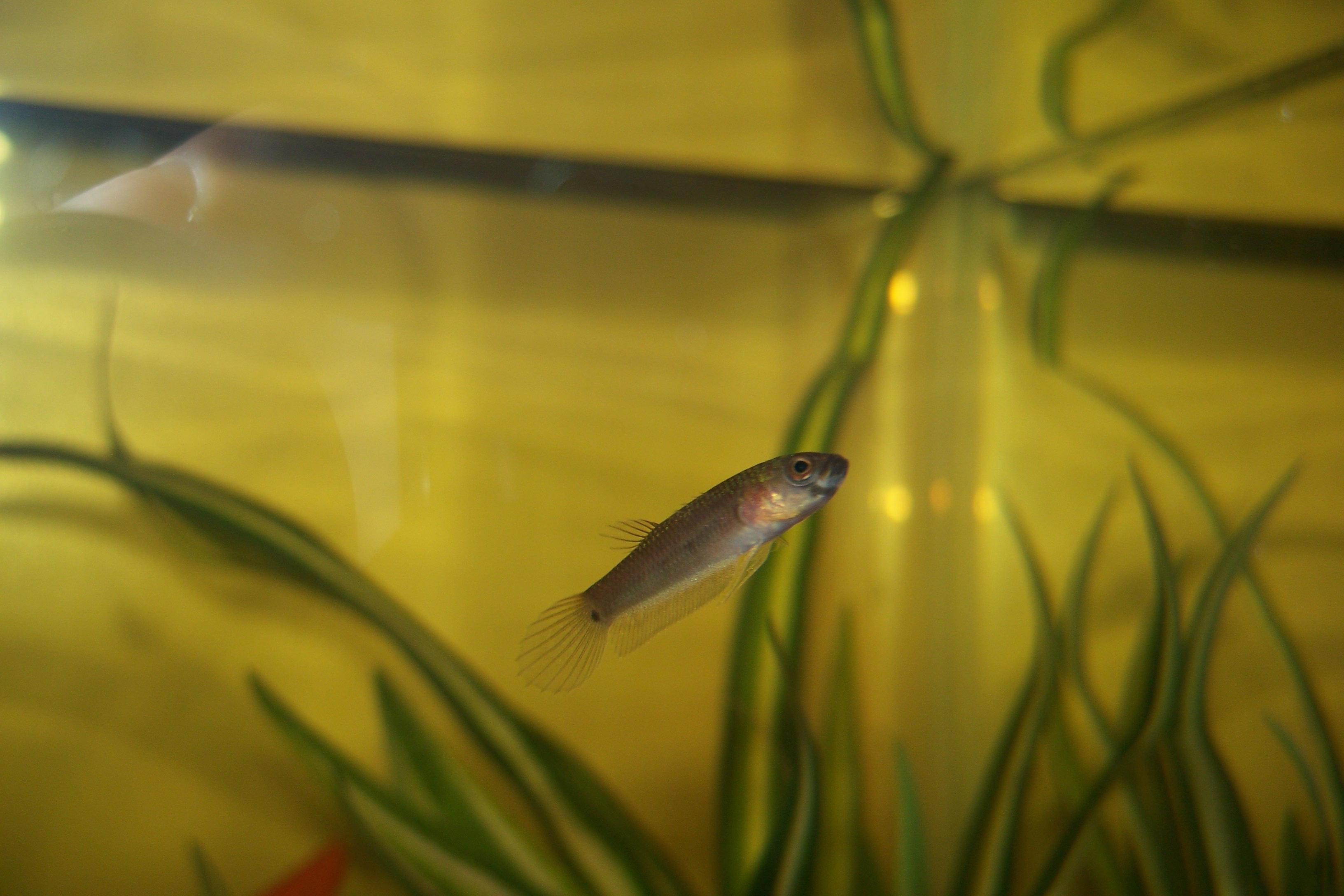
Un giovane esemplare

Differenziandosi da molte specie del genere Betta, il maschio cova le uova in bocca e non in un nido di bolle. Il corteggiamento prevede parate del maschio che a pinne spiegate cerca di impressionare la femmina, rincorse, a volte morsi tra i due, fino al momento dell'accoppiamento vero e proprio. La femmina si posiziona supina e viene circondata, quasi in un abbraccio, dal maschio, in modo che possa espellere le uova con un leggero tremolio del corpo. Immediatamente il maschio provvede ad emettere sperma per fecondarle. La femmina provvede a raccogliere le uova e a sputarle nella bocca del maschio. Dopo questo veloce atto, per alcuni stanti i due riproduttori si lasciano cadere come stremati verso il fondo, per riprendersi subito dopo e ripetere un veloce corteggiamento e di nuovo un'altra fecondazione. Terminata la deposizione, la femmina è scacciata dal maschio che cura le uova in attesa della schiusa. Il maschio continua a curare i piccoli avannotto, sorvegliandoli fino a quando non riescono a nuotare e muoversi indipendentemente.

## Alimentazione
Si nutre di insetti e altri piccoli invertebrati.

## Acquariofilia
Poco diffuso in commercio e poco conosciuta al grande pubblico acquariofilo, è allevato e commercializzato prevalentemente da appassionati.

Anche se ha temperamento territoriale è possibile allevarlo in coppie anche in acquari di comunità, o in piccoili gruppi se si dispone di una vasca di grandi dimensioni.
| Origine            | Borneo                         | Acqua            | dolce                    |
| Durezza dell'acqua | da 0 a 90 °GH                  | pH               | da 5,5 a 7,5             |
| Temperatura        | da 22 a 27 °C                  | Volume min.      | 80 l                     |
| Alimentazione      | carnivoro                      | Taglia da adulto | 6,5 cm                   |
| Riproduzione       | oviparo, cura le uova in bocca | Zone occupate    | fondo, media, superficie |
| Socialità          | Coppia, di gruppo              | Difficoltà       | Media                    |